# Bufotes
Bufotes är ett släkte av groddjur som ingår i familjen paddor.
Arter enligt Amphibian Species of the World:
- Bufotes balearicus *)
- Bufotes boulengeri *)
- Bufotes cypriensis
- Bufotes latastii
- Bufotes luristanicus
- Bufotes pseudoraddei
- Bufotes siculus *)
- Bufotes surdus
- Bufotes turanensis
- Bufotes variabilis *)
- Bufotes viridis, Grönfläckig padda *)
- Bufotes zamdaensis
- Bufotes zugmayeri

*) Dessa arter tillhör de så kallade grönpaddorna (se text nedan).

## Taxonomi
Detta släktes taxonomi är omstridd, framför allt beträffande de så kallade grönpaddorna (se fotnot till kladogrammet ovan). Ursprungligen fördes släktets alla arter till släktet Bufo. När detta släkte delades upp på flera, hamnade ovanstående arter initialt i släktet Pseudepidalea. Flera auktoriteter anser emellertid att detta var felaktigt, IUCN betraktar släktet Pseudepidalea som polyfyliskt i alla fall för de så kallade grönpaddorna (Bufotes viridis, Bufotes balearicus, Bufotes boulengeri, Bufotes siculus och Bufotes variabilis) och förordar att de i stället skall föras till Bufotes.
Även Artdatabanken för grönpaddorna till släktet Bufotes.
Amphibian Species of the World, version 6.0, ligger till grund för ovanstående kladogram, och alltså även för alla arterna under Bufotes. Catalogue of Life hämtar också sina uppgifter från Amphibian Species of the World, men för närvarande (2015) från en tidigare version.
För arterna utanför grönpaddekomplexet är släktestillhörigheten fortfarande mera osäker.

## Bildgalleri

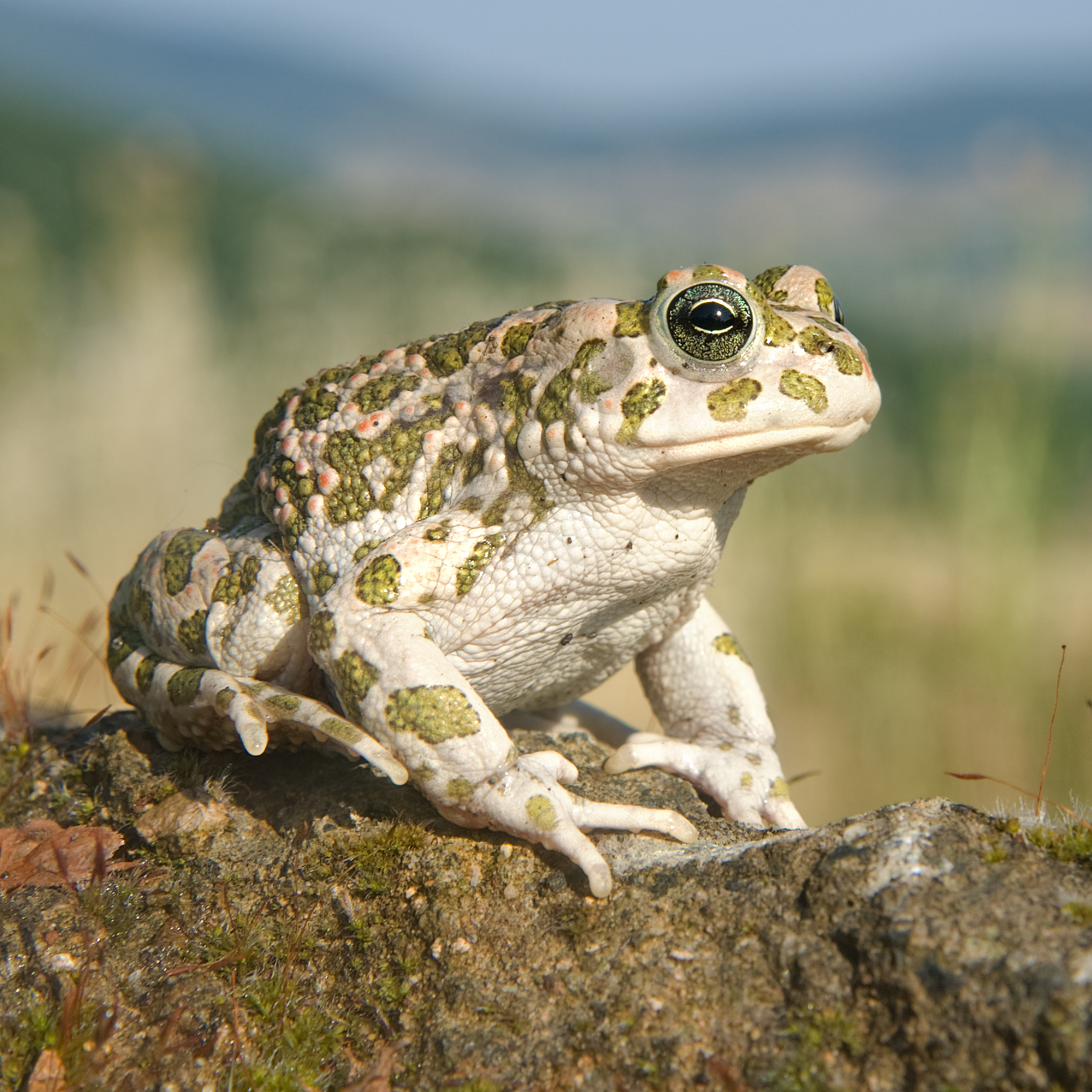
Bufotes balearicus, hona.
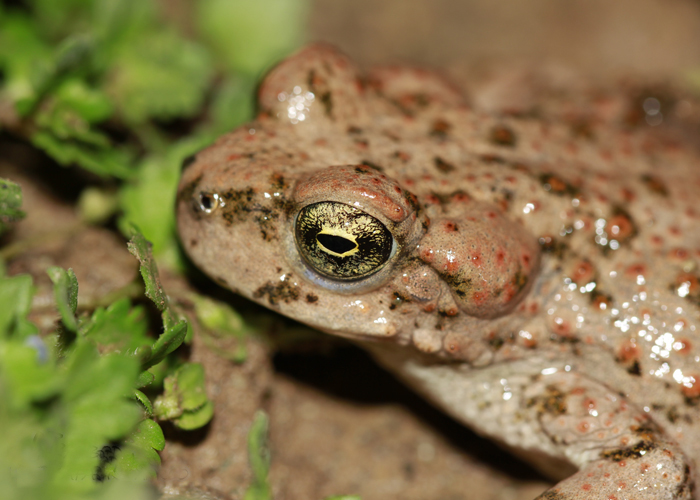
Bufotes luristanicus.
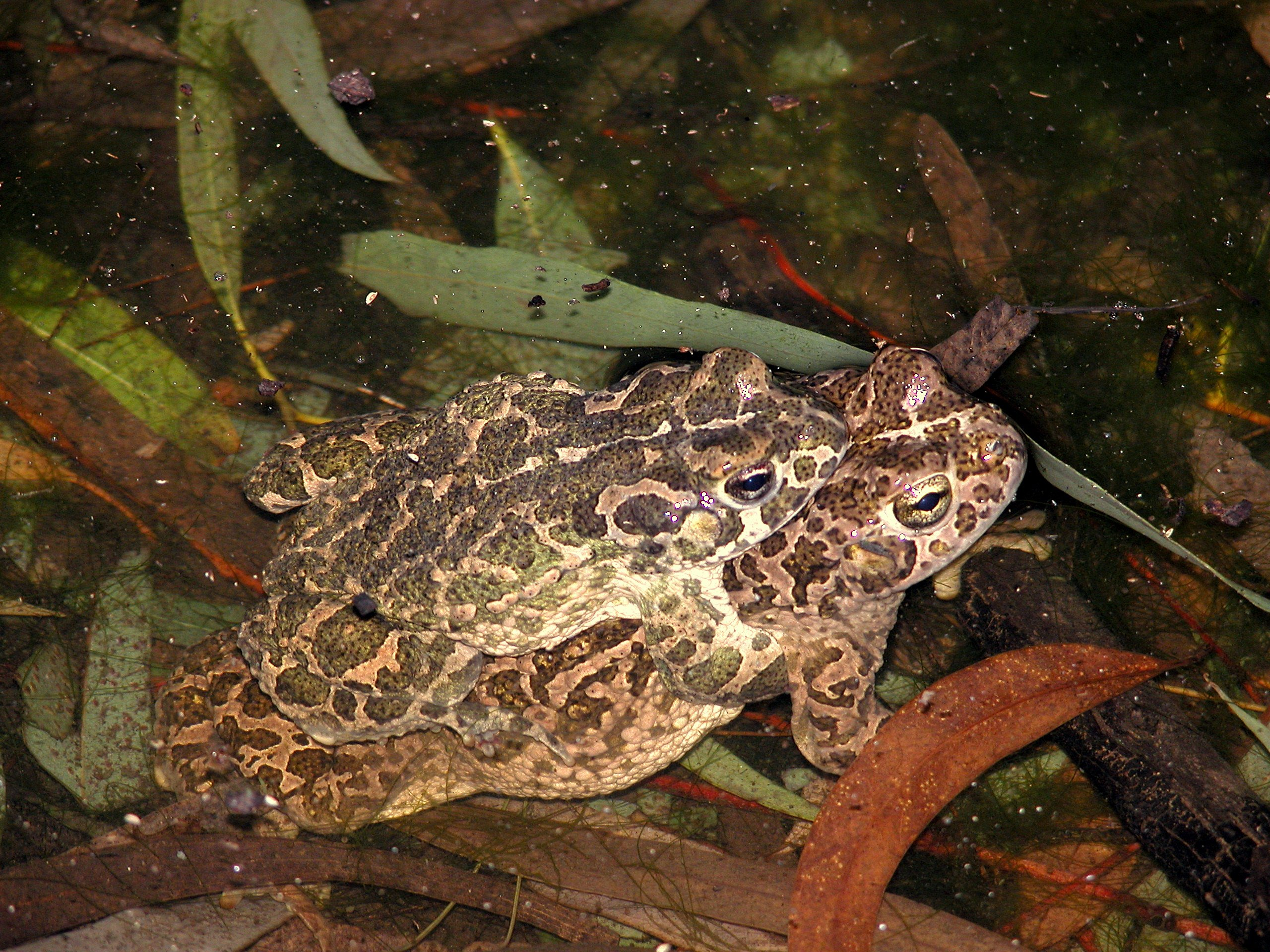
Bufotes siculus.
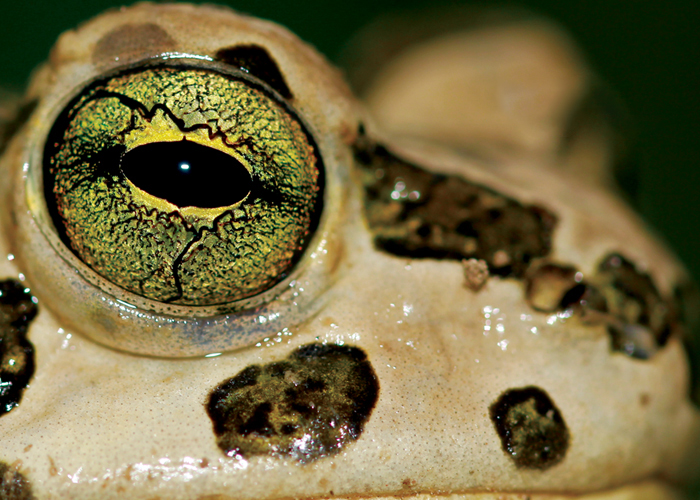
Bufotes variabilis.